# Туршунай
Туршунай (кум. Туршунай) — село в Бабаюртовском районе Дагестана. Административный центр сельского поселения «Сельсовет "Туршунайский"».

## География
Расположено к западу от районного центра Бабаюрт.
Ближайшие населённые пункты: на северо-востоке — сёла Хасанай и Люксембург, на северо-западе — кутан Чувал-Кутан, на юго-востоке — кутан Тюп-кутан и село Герменчик, на востоке — село Советское, на юго-западе — сёла Адиль-Янгиюрт и Чанкаюрт, на западе — село Хамаматюрт.

## История
Создано в XIX в. как отселок Аксая на месте их одноимённого кутана. До революции земли хутора принадлежали княгине Эльдаровой, которая сдавала их в наем. Так в 1890 году хутор в месте с землей (4708 десятин) значился в наёме у чеченцев за 240 р. в год за десятину. Хутор состоял из 8 дворов, в которых проживало 40 человек. В 1901 году хутор вместе с землями был арендован русскими и немецкими переселенцами из Екатеринославской, Полтавской, Херсонской, Курской и Киевской губерний. Всего на хуторе поселилось 14 семей (94 человека). Имелась паровая мельница. По данным на 1926 г. хутор Туршунай входил в состав Адиль-Янги-Юртовского сельсовета Хасавюртовского района. 2/3 населения хутора составляли немцы (59 хозяйств), кроме того, проживали чеченцы и кумыки (по 11 хозяйств). На основании секретного постановления ГКО № 827 «О переселении немцев из Дагестанской и Чечено-Ингушской АССР» от 22 октября 1941 года всё немецкое население села было переселено в Сибирь и Казахстан.

## Население
| 1926  | 1939 | 1959 | 1970  | 1989 | 2002 | 2010  |
| ----- | ---- | ---- | ----- | ---- | ---- | ----- |
| 373   | ↗380 | ↗857 | ↗1315 | ↘712 | ↗934 | ↗1238 |
| 2021  |      |      |       |      |      |       |
| ↗1537 |      |      |       |      |      |       |

В 1941 году в селе проживало 80 немецких семей.
Национальный состав
По данным Всесоюзной переписи населения 1926 года:
| № | Национальность | Численность, чел. | Доля |
| - | -------------- | ----------------- | ---- |
| 1 | немцы          | 287               | 77 % |
| 2 | чеченцы        | 54                | 14 % |
| 3 | кумыки         | 32                | 9 %  |

По данным Всероссийской переписи населения 2010 года:
| № | Национальность | Численность, чел. | Доля |
| - | -------------- | ----------------- | ---- |
| 1 | аварцы         | 872               | 70 % |
| 2 | кумыки         | 160               | 13 % |
| 3 | даргинцы       | 68                | 5 %  |
| 4 | ногайцы        | 66                | 5 %  |
| 5 | чеченцы        | 38                | 3 %  |
| 6 | другие         | 34                | 4 %  |

## Известные представители
Султанов (Капланов) Камиль Даниялович (1911—2002). Известный литературовед, поэт, писатель и переводчик, по происхождению из кумыкского княжеского рода Каплановых.